# Championnat d'Argentine de football 1941
Navigation
Saison précédente Saison suivante

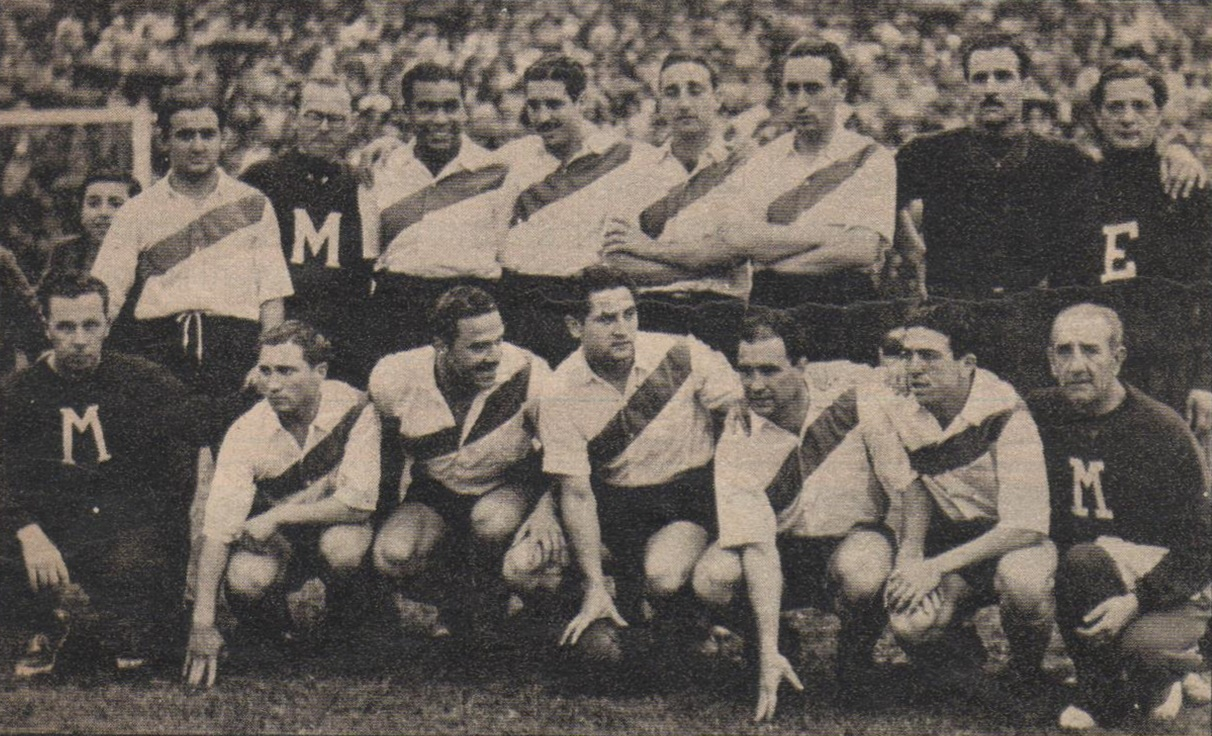

La saison 1941 du Championnat d'Argentine de football est la 11e édition professionnelle de la première division argentine. Le championnat rassemble les 16 meilleures équipes du pays au sein d'une poule unique, où chaque club rencontre tous ses adversaires deux fois. À la fin de la saison, le dernier du classement est relégué et remplacé par le vainqueur de la Segunda División.
C'est le club de River Plate qui termine en tête du championnat et remporte le 6e titre de champion d'Argentine de son histoire.

## Les 16 clubs participants
| \| Buenos Aires La Plata Rosario \| Villes représentées lors de la saison 1941 |
| Buenos Aires La Plata Rosario                                                  |

- Boca Juniors
- San Lorenzo de Almagro
- Estudiantes (La Plata)
- River Plate
- Racing Club
- Independiente
- Lanús
- Tigre
- Huracán
- Ferro Carril Oeste
- Banfield
- Gimnasia y Esgrima (La Plata)
- Platense
- Atlanta
- Rosario Central
- Newell's Old Boys (Rosario)

## Compétition

### Classement
Le classement est établi en utilisant le barème suivant :
- Victoire : 2 points
- Match nul : 1 point
- Défaite, forfait ou abandon : 0 point

| Rang | Équipe                        | Pts | J  | G  | N  | P  | Bp | Bc | Diff |
| ---- | ----------------------------- | --- | -- | -- | -- | -- | -- | -- | ---- |
| 1    | River Plate                   | 44  | 30 | 19 | 6  | 5  | 75 | 35 | +40  |
| 2    | San Lorenzo de Almagro        | 40  | 30 | 17 | 6  | 7  | 67 | 46 | +21  |
| 3    | Newell's Old Boys (Rosario)   | 38  | 30 | 17 | 4  | 9  | 78 | 50 | +28  |
| 4    | Boca Juniors T                | 36  | 30 | 16 | 4  | 10 | 61 | 52 | +9   |
| 5    | Independiente                 | 34  | 30 | 15 | 4  | 11 | 67 | 53 | +14  |
| 6    | Huracán                       | 34  | 30 | 14 | 6  | 10 | 57 | 48 | +9   |
| 7    | Racing Club                   | 33  | 30 | 15 | 3  | 12 | 64 | 54 | +10  |
| 8    | Estudiantes (La Plata)        | 32  | 30 | 13 | 6  | 11 | 77 | 64 | +13  |
| 9    | Ferro Carril Oeste            | 30  | 30 | 13 | 4  | 13 | 44 | 54 | -10  |
| 10   | Tigre                         | 27  | 30 | 9  | 9  | 12 | 47 | 54 | -7   |
| 11   | Atlanta                       | 26  | 30 | 8  | 10 | 12 | 59 | 73 | -14  |
| 12   | Gimnasia y Esgrima (La Plata) | 20  | 30 | 8  | 4  | 18 | 50 | 73 | -23  |
| 13   | Platense                      | 19  | 30 | 6  | 7  | 17 | 49 | 68 | -19  |
| 14   | Lanús                         | 18  | 30 | 6  | 6  | 18 | 59 | 95 | -36  |
| 15   | Banfield -16                  | 17  | 30 | 15 | 3  | 12 | 67 | 68 | -1   |
| 16   | Rosario Central               | 16  | 30 | 6  | 4  | 20 | 42 | 76 | -34  |

|  | Champion d'Argentine 1941                         |
|  | Relégation en Segunda División                    |
|  | T : Tenant du titre P : Promu de Segunda División |

- Le Banfield est reconnu coupable de corruption à la 10e journée. Il continue à prendre part au championnat mais durant 60 jours, il se voit retirer 2 points par match disputé, soit 16 points au total.

## Bilan de la saison
| Tableau d'Honneur                   |             |
| Compétition                         | Vainqueur   |
| Championnat d'Argentine de football | River Plate |

| Promotions et relégations   |                   |
| Promu en Primera Division   | Chacarita Juniors |
| Relégué en Segunda Division | Rosario Central   |